# Rhabdops bicolor
Rhabdops bicolor är en ormart som beskrevs av Blyth 1854. Rhabdops bicolor ingår i släktet Rhabdops och familjen snokar. Inga underarter finns listade i Catalogue of Life. IUCN listar arten i släktet Smithophis.
Arten förekommer i Indien och Myanmar samt i provinsen Yunnan i Kina. Den lever i bergstrakter mellan 880 och 1250 meter över havet. Ormen har skogar, buskskogar och gräsmarker som habitat. Den äter daggmaskar och sniglar samt ibland spindlar.
För beståndet är inga hot kända. Hela populationen anses vara stor. IUCN listar arten som livskraftig (LC).